# الحصاة القصوى
مركز الحصاة القصوى هو مركزٌ إداري تابعٌ لمحافظة الرين في منطقة الرياض ، ويصنف من فئة (ب) ورمزه 1474.